# Орлинівська сільська рада
Орли́нівська сільська́ ра́да (крим. Baydar köy şurası) — адміністративно-територіальна одиниця та орган місцевого самоврядування у складі Бахчисарайського району Автономної Республіки Крим. Адміністративний центр — село Орлине.

## Загальні відомості
- Населення ради: 6 330 осіб (станом на 2001 рік)

## Населені пункти
Сільській раді підпорядковані населені пункти:
- с. Орлине
- с. Гончарне
- с. Кизилове
- с. Новобобрівське
- с. Озерне
- с. Павлівка
- с. Передове
- с. Підгірне
- с. Резервне
- с. Родниківське
- с. Розсошанка
- с. Тилове
- с. Узунджи
- с. Широке

## Склад ради
Рада складається з 30 депутатів та голови.
- Голова ради: Сендерович Валерій Юрійович
- Секретар ради: Ступін Сергій Павлович

### Керівний склад попередніх скликань
| Прізвище, ім'я, по батькові | Основні відомості                                                         | Дата обрання | Дата звільнення |
| --------------------------- | ------------------------------------------------------------------------- | ------------ | --------------- |
| Сендерович Валерій Юрійович | Сільський голова, 1959 року народження, освіта вища, член Партії регіонів | 26.03.2006   | 31.10.2010      |
| Сендерович Валерій Юрійович | Сільський голова, 1959 року народження, освіта вища, член Партії регіонів | 31.10.2010   |                 |

Примітка: таблиця складена за даними сайту Верховної Ради України

### Депутати
За результатами місцевих виборів 2010 року депутатами ради стали:

#### За суб'єктами висування
| Суб'єкт висування           | Кількість обраних депутатів | %    |
| --------------------------- | --------------------------- | ---- |
| Народна партія              | 15                          | 50   |
| Партія регіонів             | 7                           | 23,3 |
| Самовисування               | 5                           | 16,7 |
| Комуністична партія України | 3                           | 10   |

#### За округами
| № округу                    | Прізвище, ім'я, по батькові     | Дата визнання обраним | Освіта             | Партійна приналежність            | Відомості про обраного депутата                                                                    |
| --------------------------- | ------------------------------- | --------------------- | ------------------ | --------------------------------- | -------------------------------------------------------------------------------------------------- |
| Комуністична партія України |                                 |                       |                    |                                   | |
| 4                           | Міхіна Галина Іванівна          | 02.11.2010            | вища               | позапартійна                      | загальноосвітня школа № 47, заступник директора                                                    |
| 16                          | Кривчун Павло Васильович        | 02.11.2010            | вища               | член Комуністичної партії України | Орлинівський центр культури та дозвіл ля, завідувач клубом                                         |
| 22                          | Козлов Олександр Іванович       | 02.11.2010            | вища               | член Комуністичної партії України | ЧП "Медсанит, начальник отряду                                                                     |
| Народна Партія              |                                 |                       |                    |                                   | |
| 1                           | Скоробреха Сергій Олександрович | 02.11.2010            | вища               | член Народної партії              | ДП «СДЛГ», лісничий                                                                                |
| 6                           | Коляда Олена Миколаївна         | 02.11.2010            | середня спеціальна | позапартійна                      | Орлинівська дільнична лікарня, заступник головного лікаря по адміністративно-господарської частини |
| 9                           | Боярська Лариса Павлівна        | 02.11.2010            | середня спеціальна | позапартійна                      | Орлинівська дільнична лікарня, медичний реєстратор                                                 |
| 10                          | Голубов Едуард Юрійович         | 02.11.2010            | вища               | позапартійний                     | тимчасово не працює                                                                                |
| 11                          | Вергун Зоя Костянтинівна        | 02.11.2010            | середня спеціальна | член Народної партії              | Аптека № 6 с. Орлине, завідувач                                                                    |
| 12                          | Белград Наталія Петрівна        | 02.11.2010            | вища               | позапартійна                      | тимчасово не працює                                                                                |
| 18                          | Аскяров Саяд Зіяддін-огли       | 02.11.2010            | середня            | позапартійний                     | тимчасово не працює                                                                                |
| 19                          | Пахомов Юрій Павлович           | 02.11.2010            | середня            | позапартійний                     | приватний підприємець                                                                              |
| 21                          | Мехтієв Фарман Нуфді-огли       | 02.11.2010            | середня            | позапартійний                     | тимчасово не працює                                                                                |
| 24                          | Шаповалов Сергій Миколайович    | 02.11.2010            | вища               | позапартійний                     | продюсерська діяльність                                                                            |
| 25                          | Шматов Анатолій Григорійович    | 02.11.2010            | вища               | член Народної партії              | ДП "СДЛМГ, лісничий                                                                                |
| 26                          | Назаров Євгеній Олександрович   | 02.11.2010            | середня            | позапартійний                     | ПП «Інстал-Сервіс», заступник директора                                                            |
| 27                          | Новиков Андрій Борисович        | 02.11.2010            | вища               | позапартійний                     | Будівельне підприємство «Грандстрой», заступник директора                                          |
| 28                          | Ступін Сергій Павлович          | 02.11.2010            | вища               | позапартійний                     | пенсіонер                                                                                          |
| 30                          | Федорков Микола Олексійович     | 02.11.2010            | середня спеціальна | позапартійний                     | пенсіонер                                                                                          |
| Партія регіонів             |                                 |                       |                    |                                   | |
| 2                           | Гороховой Роман Анатолійович    | 02.11.2010            | вища               | член Партії регіонів              | приватний підприємець                                                                              |
| 5                           | Суворінова Ольга Белялівна      | 02.11.2010            | середня спеціальна | член Партії регіонів              | Орлинівська сільська рада, діловод                                                                 |
| 14                          | Тезіков Анатолій Володимирович  | 02.11.2010            | вища               | член Партії регіонів              | ВАТ «Укртелеком», керівник АТС                                                                     |
| 17                          | Мошкіна Любов Іванівна          | 02.11.2010            | вища               | член Партії регіонів              | Орлинівська сільська рада, секретар ради                                                           |
| 20                          | Комарова Людмила Олексіївна     | 02.11.2010            | середня спеціальна | позапартійна                      | КП «Севміськводоканал»                                                                             |
| 23                          | Дорошенко Галина Григорівна     | 02.11.2010            | середня спеціальна | член Партії регіонів              | КП «Севміськводоканал», оператор                                                                   |
| 29                          | Дранішніков Олександр Федорович | 02.11.2010            | середня спеціальна | член Партії регіонів              | ПП «Рамзор», заступник директора                                                                   |
| Самовисування               |                                 |                       |                    |                                   | |
| 3                           | Кузнєцов Ілля Володимирович     | 02.11.2010            | вища               | член Партії регіонів              | приватний підприємець                                                                              |
| 7                           | Арзаматов Ленур Екремович       | 02.11.2010            | середня            | позапартійний                     | приватний підприємець                                                                              |
| 8                           | Асанов Різа Ібрагімович         | 02.11.2010            | вища               | позапартійний                     | приватний підприємець                                                                              |
| 13                          | Іватіна Оксана Валентинівна     | 02.11.2010            | вища               | член Партії регіонів              | МПП "Рамзор, заступник головного бухгалтера                                                        |
| 15                          | Ясир Андрій Вікторович          | 02.11.2010            | середня            | позапартійний                     | КП "Севміськовдоканал, машиніст                                                                    |